# Les Breastfeeders
Les Breastfeeders är ett kanadensiskt  från Montréal som grundades i början av 2000-talet.

## Medlemmar
Nuvarande medlemmar
- Luc Brien - sång, rytmgitarr (1999-idag)
- Suzie Mc Lelove - sång, rytmgitarr (1999-idag)
- Johnny Maldoror - tamburin
- Daniel Bossé - gitarr
- Joe - basgitarr
- Jonathan Bigras - trummor

Tidigare medlemmar
- Kiki Boone - trummor (1999-2005)
- Nicotine - trummor
- Tony Cantara - trummor
- Robbie "Beatnick" Paquin - munspel
- Freddie Fourteen - trummor (2005-2006)
- Pat Sayers - trummor (2006-2007)
- Pat No - trummor (2008-?)
- Sunny Duval - sologitarr (1999-?)
- Maxime Hébert - trummor

## Diskografi
Studioalbum
- 2004 – Déjeuner Sur L'herbe
- 2006 – Les Matins de grands soirs
- 2011 – Dans la gueule des jours

Singlar
- 2006 – Tout va pour le mieux dans le pire des mondes